# Piotr Balcerowicz
Piotr Balcerowicz (* 1964) ist ein Indologe.

## Leben
Er erwarb 1990 den MA in Indologie (Universität Warschau), 1999 den Dr. phil. in Indologie (Universität Hamburg) und 2005 die Habilitation in Philosophie (Polska Akademia Nauk). 2006 war er Gastprofessor an der Universität Hamburg (Asien-Afrika-Institut, Indologie). Von 2008 bis 2011 war er Professor für Internationale Beziehungen an der Uniwersytet Humanistycznospołeczny. Seit 2011 lehrt er als Professor für Indologie (Universität Warschau). 2016 war er Gastprofessor an der University of the Punjab (Pakistan Study Centre, Internationale Beziehungen, Politik und Geschichte Südasiens). 2018 war er Gastprofessor an der Ashoka University (Indische Philosophie). Er ist DAAD-Gastprofessor an der LMU.
Seine Schwerpunkte in Forschung und Lehre sind indische Philosophie, Geschichte, Religionen und Kulturen Südasiens, Sanskrit, Prakrits, Pali.

## Schriften (Auswahl)
- Jaina Epistemology In Historical And Comparative Perspective – A Critical Edition And An Annotated Translation Of Siddhasena Divākara’s Nyāyâvatāra, Siddharṣigaṇin’s Nyāyâvatāra-vivr̥ti And Devabhadrasūri’s Nyāyâvatāra-ṭippaṇa. Stuttgart 2001, ISBN 3-515-07843-6.
- Afganistan: historia – ludzie – polityka. Warschau 2001, ISBN 8388938002.
- Dżinizm. Starożytna religia Indii. Warschau 2003, ISBN 83-88938-31-2.
- Historia klasycznej filozofii indyjskiej. Część pierwsza: początki, nurty analityczne i filozofia przyrody. Warschau 2003, ISBN 83-88938-55-X.
- Jainism and the Definition of Religion. Mumbai 2009, ISBN 978-81-88769-29-2.
- Early Asceticism in India. Ājīvikism and Jainism. London 2016, ISBN 978-1-138-84713-2.
- Historia klasycznej filozofii indyjskiej. Część trzecia: szkoły niebramińskie – adżiwikizm i dżinizm. Warschau 2016, ISBN 8380023234.